# Pistolero (singolo)
Pistolero è un singolo della cantante italiana Elettra Lamborghini, pubblicato il 4 giugno 2021 come primo estratto dal primo EP Twerking Beach.

## Pubblicazione
L'artista ha annunciato il singolo il 31 maggio 2021 sui propri canali social, pubblicando la copertina e alcuni scatti e video tratti dal dietro le quinte del videoclip. In simultanea è stato rivelato il suo debutto nella contemporary hit radio italiana nello stesso giorno d'uscita sulle piattaforme di ascolto.

## Video musicale
Il video musicale, diretto da Fabio Jansen, è stato reso disponibile su YouTube il 10 giugno 2021.

## Tracce
Testi e musiche di Adel Al Kassem, Andrea Spigaroli e Riccardo Scirè.
1. Pistolero – 3:17

## Classifiche

### Classifiche settimanali
| Classifica (2021) | Posizione massima |
| ----------------- | ----------------- |
| Italia            | 4                 |

### Classifiche di fine anno
| Classifica (2021) | Posizione |
| ----------------- | --------- |
| Italia            | 17        |